# حمله عید تت
حمله عید تت (به ویتنامی: Sự kiện tết mậu thân)
 نامی است که به رشته‌ای از عملیات نظامی در جریان جنگ ویتنام داده شده‌است. این عملیات از ۳۰ ژانویه (مطابق با عید تت یا سال نوی ویتنامی) ۱۹۶۸ آغاز شد و تا تابستان ۱۹۶۹ با شدت و ضعف در مناطق مختلف ویتنام جنوبی ادامه داشت.
در این عملیات نیروهای جبهه ملی آزادیبخش ویتنام جنوبی یا ویت‌کنگها به نیروهای ویتنام جنوبی و آمریکایی حمله کردند. در سایگون این نیروها توانستند به داخل محوطه سفارت آمریکا نیز برسند. ( منبعی وجود ندارد )
اگر چه این حمله‌ها از نظر نظامی موفقیت زیادی نداشت اما گسترده بودن و شدت آن و نیز پوشش خبری آن در سراسر جهان و بویژه در داخل آمریکا، افکار عمومی را بشدت بر ضد آمریکا بسیج کرد و تظاهرات ضد جنگ در آمریکا را به دنبال داشت.